# Oksiracetam
Oksiracetam je nootropni lek iz racetamne familije.
Nekoliko životinjskih studija je pokazalo da je ova supstanca bezbedan čak i na visokim dozama tokom dužeg vremenskog perioda. Međutim, mehanizam dejstva racetamske familije lekova je se još uvek istražuje.